# Plucky Liege
Plucky Liege (1912-1937) est un cheval de course pur-sang anglais né en Angleterre. Elle est l'une des plus importantes poulinières de l'histoire de l'élevage mondial.

## Carrière
Élevée par Herbert Stern, Plucky Liege est acquise par Jefferson Davis Cohn, sous les couleurs duquel elle remporte quatre courses. Elle n'a pas de succès majeur à son palmarès, mais elle était estimée à 2 ans, puisque sur le Free Handicap la classe troisième pouliche d'Angleterre en 1914. Précoce, elle ne confirme pas à 3 ans, bien que jugée digne de disputer les 1000 Guinées. 
Ce n'est pas pour ses exploits sur la piste que l'on retient le nom de Plucky Liege, mais pour sa formidable descendance. Elle est installée en France par son propriétaire dans son haras du Bois Roussel, près d'Alençon, où vit le grand étalon Teddy, qui sera son partenaire privilégié. Puis lorsque Jefferson Davis Cohn met fin à ses activités d'éleveur en 1933, elle est vendue à Léon Volterra, à qui elle offrira un dernier champion (et très bon étalon), Bois Roussel, à l'âge vénérable de 22 ans. Elle meurt en 1937, à 25 ans. Son influence est exceptionnel notamment grâce à ses fils Sir Gallahad et Bull Dog (propres frères, puisqu'ils sont tous deux issus de Teddy), qui ont tous deux fait carrière en France avant de marquer l'élevage américain. Pour se faire une idée de la prégnance du sang de Plucky Liege, il suffit de se pencher sur le pedigree du champion (et bon étalon) Roberto, où le nom de la matrone apparaît quatre fois (soit un inbreeding 5x5x7x5). Selon le site Thoroughbred Heritage, "quasiment tous les champions de haut niveau dans le monde portent le sang de Plucky Liege."

### Descendance sélective
Plucky Liege donna douze produits (dont sept par Teddy), et onze d'entre eux furent des vainqueurs en piste. On lui doit surtout :
- 1919 - Marguerite de Valois (par Teddy), mère de :
  - Hostility (par Man o'War) : Acorn Stakes, 2e Gazelle Stakes, Coaching Club American Oaks, 3e Alabama Stakes.
  - Boldness (par Mahmoud), mère de :
    - Cequillo (Princequillo), poulinière exceptionnelle, d'où descendent entre autres les champions et souvent bons reproducteurs Fappiano, Unbridled, ou Quiet American.
- 1920 - Sir Gallahad III (par Teddy) : Poule d'Essai des Poulains, Prix Jacques Le Marois. Tête de liste des étalons américains (1930, 1933, 1934, 1940), tête de liste des pères de mères (1939, 1943-1952, 1955).
- 1921 - Noor Jahan (par Teddy) : 3e Prix du Rond-Point. mère de :
  - Avella (par Epinard), d'où descendent entre autres Pia (Oaks) et Sanctus (Prix du Jockey Club).
- 1927 - Bull Dog (par Teddy) : Prix Daphnis, Prix La Flèche d'Or, 2e Prix Robert Papin. Exporté aux États-Unis en 1930. Tête de liste des étalons en 1953, trois fois tête de liste des pères de mères (1953, 1954, 1956), et surtout auteur d'un autre immense étalon, Bull Lea, père du crack Citation et de six autres membres du Hall of Fame des courses américaines, un record.
- 1928 - Quatre Bras (par Teddy) : Prix Yacowlef.
- 1931 - Admiral Drake (par Craig an Eran) : Grand Prix de Paris. Père de Phil Drake, vainqueur du Derby d'Epsom et du Grand Prix de Paris.
- 1935 - Bois Roussel (par Vatout) : Derby d'Epsom, deux fois tête de liste des pères de mères en Angleterre et en Irlande, étalon influent, père de plusieurs champions, dont Migoli, vainqueur du Prix de l'Arc de Triomphe 1948, Hindostan (Irish Derby, sept fois tête de liste des étalons au Japon où il est le père de la légende Shinzan) ou Tehran (vainqueur du St. Leger et tête de liste en Angleterre et en Irlande en 1952), et père de mère de Petite Etoile.

## Origines
Plucky Liege est une fille du champion Spearmint, auteur du doublé Derby d'Epsom / Grand Prix de Paris. Sa mère Concertina, restée inédite, est une fille de St. Simon, l'un des plus fameux sires de l'histoire, mais elle n'a pas donné de vainqueurs majeurs.   

### Pedigree
| Origines de Plucky Liege (GB), jument baie née en 1912 | Origines de Plucky Liege (GB), jument baie née en 1912 | Origines de Plucky Liege (GB), jument baie née en 1912 | Origines de Plucky Liege (GB), jument baie née en 1912 |
| ------------------------------------------------------ | ------------------------------------------------------ | ------------------------------------------------------ | ------------------------------------------------------ |
| Père Spearmint 1903                                    | Carbine 1885                                           | Musket                                                 | Toxophilite                                            |
| Père Spearmint 1903                                    | Carbine 1885                                           | Musket                                                 | Poulinière australienne                                |
| Père Spearmint 1903                                    | Carbine 1885                                           | Mersey                                                 | Knowsley                                               |
| Père Spearmint 1903                                    | Carbine 1885                                           | Mersey                                                 | Clemence                                               |
| Père Spearmint 1903                                    | Maid of the Mint 1897                                  | Minting                                                | Lord Lyon                                              |
| Père Spearmint 1903                                    | Maid of the Mint 1897                                  | Minting                                                | Mint Sauce                                             |
| Père Spearmint 1903                                    | Maid of the Mint 1897                                  | Warble                                                 | Skylark                                                |
| Père Spearmint 1903                                    | Maid of the Mint 1897                                  | Warble                                                 | Coturnix                                               |
| Mère Concertina 1896                                   | St. Simon                                              | Galopin                                                | Vedette                                                |
| Mère Concertina 1896                                   | St. Simon                                              | Galopin                                                | Flying Duchess                                         |
| Mère Concertina 1896                                   | St. Simon                                              | St. Angela                                             | King Tom                                               |
| Mère Concertina 1896                                   | St. Simon                                              | St. Angela                                             | Adeline                                                |
| Mère Concertina 1896                                   | Comic Song                                             | Petrarch                                               | Lord Clifden                                           |
| Mère Concertina 1896                                   | Comic Song                                             | Petrarch                                               | Laura                                                  |
| Mère Concertina 1896                                   | Comic Song                                             | Frivolity                                              | Macaroni                                               |
| Mère Concertina 1896                                   | Comic Song                                             | Frivolity                                              | Miss Agnes (famille 16-a)                              |